# Христо Ангеличин
Христо Ангеличин е български политик.

## Биография
Христо Ангеличин е роден на 19 ноември 1973 г. в София. Бакалавър е по икономика и магистър по финанси и банково дело от Софийския университет. През 2001-2002 г. специализира политически умения в Центъра за продължаващо обучение на Нов български университет.

### Политика

#### Демократи за силна България
През 2004 г. Ангеличин е сред учредителите на партия Демократи за силна България, а през 2007 г. е избран за общински съветник в София. Там той е избран за заместник-председател на комисията по екология, заместник-председател на комисията по образование, наука, култура и религия и член на комисията по обществен ред и сигурност. През 2010 г. той е назначен от Йорданка Фандъкова за заместник-кмет с направление „Култура, образование, спорт и превенция на зависимости“. Христо Ангеличин става част от младата вълна политици на ДСБ, заедно с Радан Кънев, Даниел Митов, Прошко Прошков, Петър Николов и др. През 2011 г. групата на младите издига кандидатурата за кмет на София на Прошко Прошков срещу подкрепяния от Иван Костов Петър Москов. Прошков побеждава фаворита на лидера във вътрешните избори на ДСБ и в предварителни избори на Синята коалиция, срещу Владимир Кисьов, превръщайки се в официална номинация на сините. Христо Ангеличин е председател на щаба му в успешни кампании, както и на неуспешната трета кампания срещу действащия кмет Йорданка Фандъкова. На общинските избори Ангеличин е избран отново за столичен общински съветник.

#### България на гражданите
След като на реалните избори Прошков остава трети, Иван Костов атакува щаба му и заявява: „Този екип участва на избори, но очевидно резултатите не бяха добри и те не поеха отговорност за това. Най-разумната стъпка е да инвестираме в други хора, които ще бъдат много по-отговорни“. В края на 2011 г. Николов-Зиков се оттегля от Националното ръководство на ДСБ, а през пролетта на 2012 г. официално напуска партията, заедно с Прошко Прошков, Даниел Митов и Христо Ангеличин. В декларация до медиите четиримата обвиняват ДСБ, че се е превърнала „от общност на каузата, в клика, която търси само и единствено собственото си оцеляване“. Веднага след напускането си Ангеличин обявява, че се присъединява към сдружението „България на гражданите“, основано от бившия еврокомисар Меглена Кунева. Скоро след това, заедно с другите напуснали ДСБ, той се включва в инициативен комитет от 67 души, декларирали желание да създадат нова дясна партия. През лятото на 2012 г. партията Движение България на гражданите е учредена, а Христо Ангеличин е избран за член на нейния Национален съвет. На парламентарните избори през 2013 г. Ангеличин е водач на пропорционалната листа на ДБГ в Старозагорски избирателен район. Тъй като партията не успява да влезе в парламента, в деня след изборите той, заедно с целия Национален съвет, подава оставка. На второто Национално събрание на партията през септември Ангеличин е преизбран за член на Националния съвет.

#### МВнР
През 2002-2003 г. Христо Ангеличин работи в национален комитет „Европалия“ към Министерство на външните работи. В началото на 2015 г. е назначен за съветник в политическия кабинет на външния министър Даниел Митов, а през септември със заповед на министър-председателя Бойко Борисов е назначен за заместник-министър на външните работи на мястото на Катя Тодорова, която е назначена за постоянен представител в Съвета на Европа в Страсбург.